# يوأنس الحادي عشر (بابا الإسكندرية)
يوأنس الحادي عشر،
كان كاهنًا لكنيسة أبي سيفين بدرب البحر بفسطاط مصر، وكان مشهورًا بالفضيلة والعلم ويقوم بالتدريس في مدرسة قبطية عظيمة بالمكس. وتمت رسامته كالعادة بالإسكندرية في مايو 1427 م. بعد أربعة أشهر من نياحة سلفه، وكان معاصرًا الأشرف برسباي المملوكي. بابا الإسكندرية وبطريرك الكرازة المرقسية للأقباط الأرثوذكس رقم 89. وأقام بطريركاً 24 سنة و11 شهراً و23 يوماً، في الفترة من 11 مايو 1427 م حتى 4 مايو 1452 م، وتوفي. وخلا الكرسي بعده 4 أشهر و6 أيام.